# 因德日赫二世
因德日赫二世（捷克語：Jindřich II.，1507年3月29日—1548年8月2日），明斯特貝格公爵，卡雷爾一世之子，1536年至1542年在位。

## 家庭
1537年，因德日赫與梅克倫堡公爵海因里希五世的女兒瑪格麗特結婚，兩人共有2子2女：
1. 薩洛美娜（1540年—1567年）
2. 因德日赫（1542年—1587年）
3. 卡雷爾（1545年—1617年）
4. 卡塔里娜（1548年—1579年）